# Floßmannstraße
Die Floßmannstraße, benannt nach dem Bildhauer Josef Flossmann (1862–1914), ist eine Straße im Münchner Stadtteil Pasing, deren nördlicher Teil ab 1892 im Rahmen der Entwicklung der Villenkolonie Pasing I angelegt wurde. Die Floßmannstraße beginnt nahe dem Wensauerplatz und endet an der Marsopstraße.

## Geschichte
Die Bebauung mit Einfamilienhäusern begann in den 1890er Jahren, darunter war auch das Haus des Koloniegründers August Exter (Floßmannstraße 32), das 1961 abgerissen wurde. 
Der südliche Teil der Straße wurde erst nach 1900 bebaut und blieb bis zum Ersten Weltkrieg lückenhaft. In den 1920er Jahren wurden die letzten Grundstücke bebaut. Nach dem Zweiten Weltkrieg wurden die meisten Villen verändert und es entstanden in der Straße Mietshausblöcke, die den ursprünglich einheitlichen Charakter der Bebauung zerstörten.  
Die Straße heißt seit 1948 Floßmannstraße. Früher hieß sie Luisenstraße, benannt nach Luise Exter, der Frau von August Exter.

## Baudenkmäler
- Floßmannstraße 3 (Villa)
- Floßmannstraße 8 (Villa)
- Floßmannstraße 9/11 (Villa)
- Floßmannstraße 10/12/14 (Reihenhausgruppe)
- Floßmannstraße 25 (Villa)
- Floßmannstraße 27 (Villa)
- Floßmannstraße 31 (Villa)
- Floßmannstraße 37 (Villa)

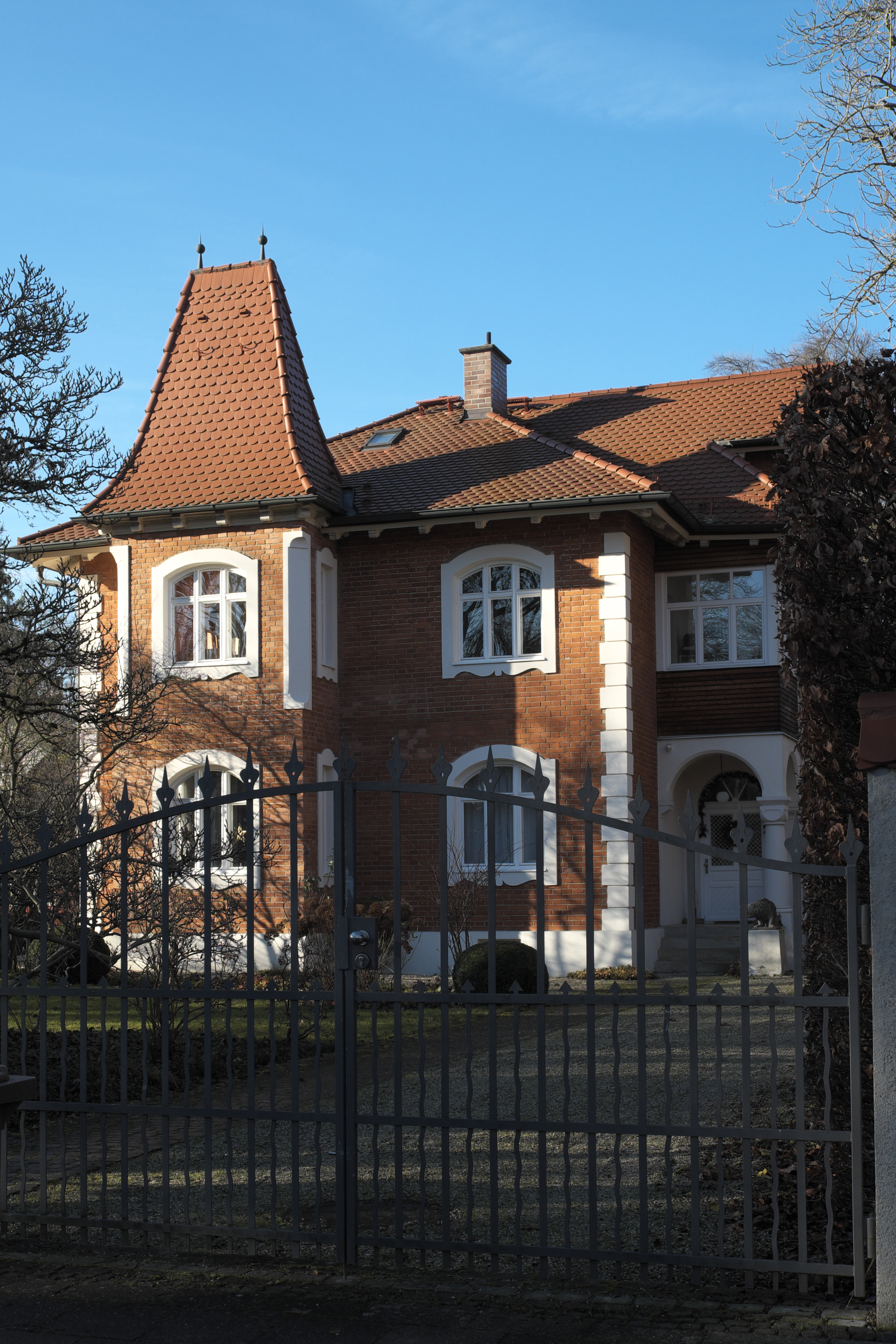
Floßmannstraße 25
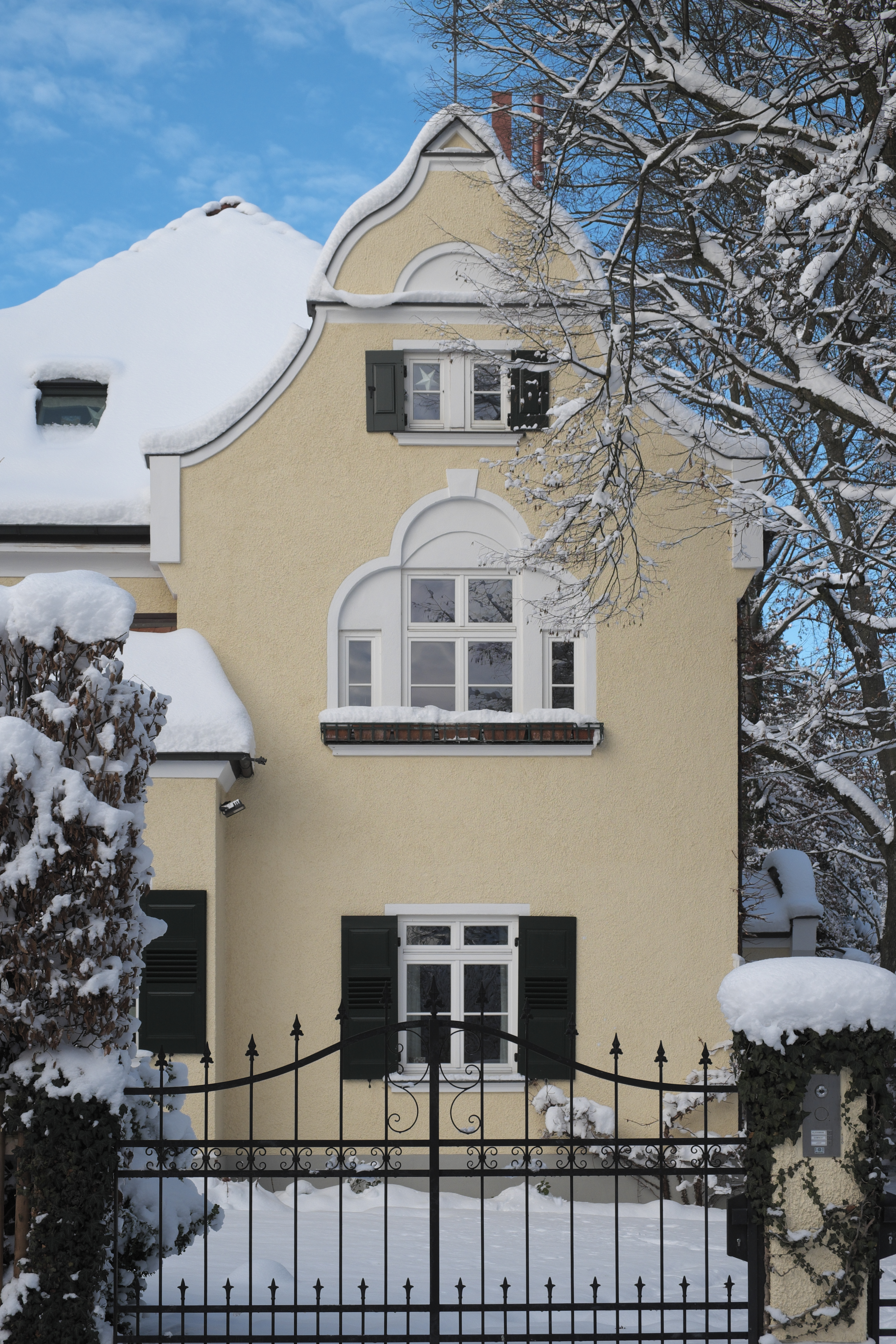
Floßmannstraße 31
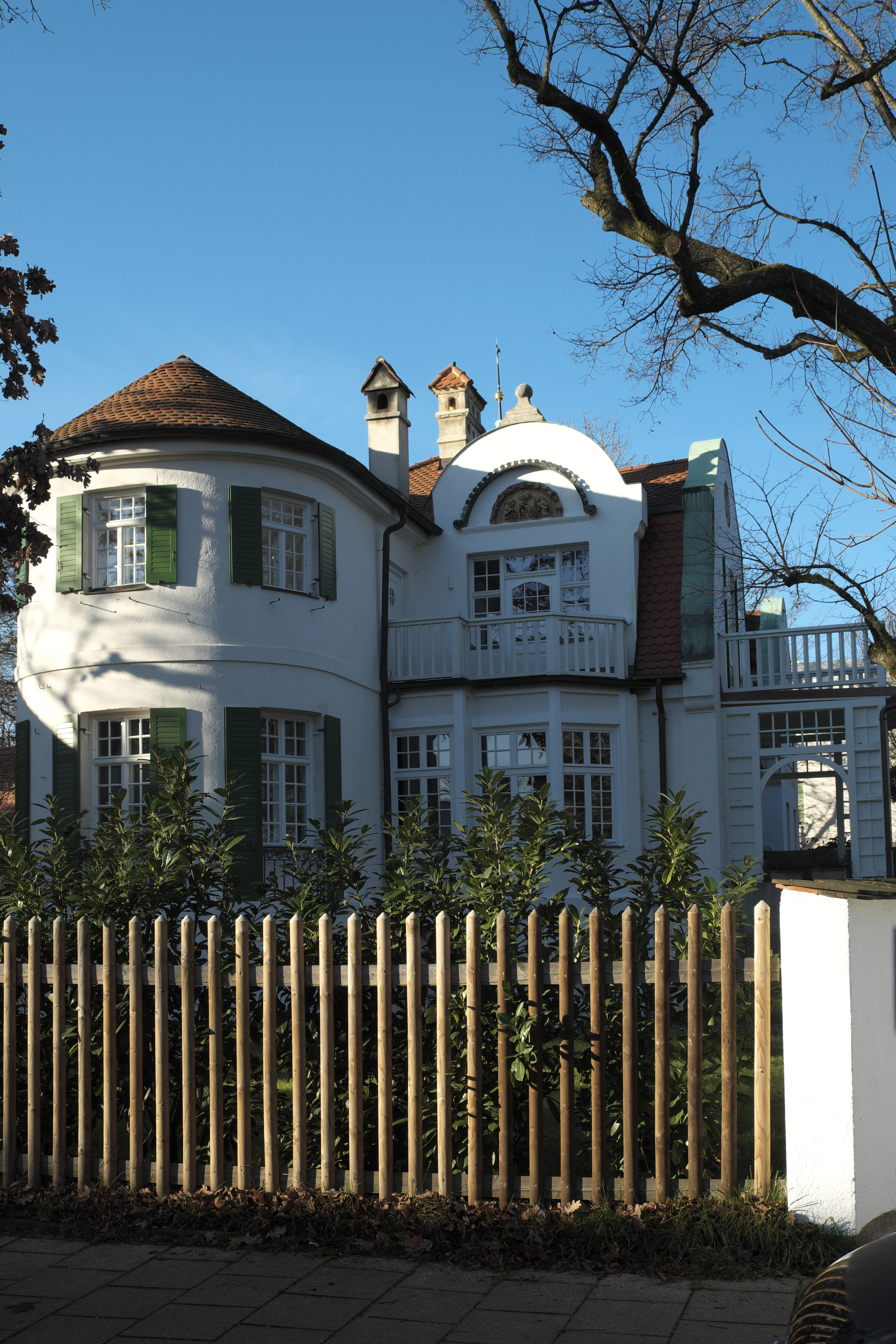
Floßmannstraße 37